# Hans-Ulrich Treichel
Hans-Ulrich Treichel (* 12. srpna 1952, Versmold, Severní Porýní-Vestfálsko) je německý spisovatel a germanista.

## Život
Hans-Ulrich Treichel studoval germanistiku, politologii a filozofii na Svobodné univerzitě v Berlíně, které uzavřel roku 1984 prací o Wolfgangu Koeppenovi. Roku 1993 habilitoval.
Od roku 1995 působí jako profesor na Německém literárním institutu (Deutsches Literaturinstitut) při Univerzitě v Lipsku.

## Dílo
Jeho román Der Verlorene (1998) byl roku 2015 adaptován pro film. Televizní snímek běžel pod názvem Der verlorene Bruder (Ztracený bratr), režie se ujal Matti Geschonneck.

## Výběr z bibliografie
- Der Verlorene (1998)
- Tristanakkord (2000)
- Der irdische Amor (2002)
- Menschenflug (2005)